# Taz Taylor
Денні Лі Снодграсс-молодший (англ. Danny Lee Snodgrass Jr.), відомий як Taz Taylor — американський продюсер і звукорежисер. Засновник колективу і звукозаписного лейблу Internet Money.

## Біографія
Денні Лі Снодграсс-молодший народився 20 жовтня 1992 року в Джексонвіллі, штат Флорида, де він і виріс. Його батько, барабанщик місцевого гурту, привів його на репетицію, де він почав вчитися грати на барабанах та гітарі. Тейлор втратив інтерес до гри на музичних інструментах, коли виріс, і кинув школу в 7-му класі. У віці 17 років у його матері діагностували рак, і Тейлор шукав новий спосіб заробітку. Після нетривалої роботи графічним дизайнером Тейлор зайнявся продюсуванням. Свій перший біт він продав онлайн за 250 доларів і почав займатися продюсуванням.

## Кар'єра
Зрозумівши, що він може заробляти гроші, продаючи біти онлайн, Тейлор заклав багато свого майна, щоб облаштувати домашню студію. Розвиваючи свою творчість, він також розробив бізнес-стратегію, яка спочатку полягала у використанні Twitter та PayPal для продажу своїх бітів будь-якому артисту, який їх захоче. Тейлор продає свої творіння за допомогою одноразової оплати за використання його матеріалу, уникаючи складніших видавничих угод та угод з написання пісень, яким традиційно віддають перевагу продюсери. У 2016 році Тейлор продав біти Trey Songz та Desiigner, що стали його першими великими замовленнями. Це призвело до підписання у серпні 2017 року видавничої угоди з Warner Chappell Music, Artist Publishing Group та Atlantic Records, яка дозволила йому здавати свої роботи в оренду традиційним способом, а також самостійно продавати біти через свій YouTube-канал Internet Money.

## Internet Money Records
Internet Money Records це звукозаписний лейбл і колектив продюсерів, заснований Тазом Тейлором, Ніком Мірою та DT (раніше відомим як Sidepce), генеральним директором якого є Тейлор. Поєднуючи в собі YouTube-канал, звукозаписний лейбл і профспілку продюсерів, Internet Money є засобом продажу бітів для продюсерів, а також агрегатором для продюсерів і творчих працівників. Окрім допомоги іншим продюсерам з бізнес-стороною створення музики, Тейлор та Internet Money проводять «тури», де продюсери можуть співпрацювати та працювати разом. Тейлор вважає, що Internet Money - це спосіб допомогти продюсерам заробляти гроші на музиці, використовуючи ті ж методи, що і він сам. У 2018 році Internet Money Records підписала контракт з Alamo Records та Interscope Records. У середині 2019 року стосунки Таза з Alamo та Interscope зіпсувалися. Наприкінці літа Таз погодився на викуп Alamo та Interscope і підписав нову угоду з TenThousand Projects та Virgin Music, що дало йому більше контролю над тим, кого він може підписувати на спільне підприємство.
Як продюсерський колектив, Internet Money відповідальні за кілька синглів, які піднялися на вершину Billboard Hot 100, а також отримали платиновий і золотий сертифікати RIAA.
Лейбл випустив дебютний альбом B4 the Storm 28 серпня 2020 року. До нього увійшли вокальні роботи Future, Kevin Gates, Gunna, Don Toliver, Nav, Trippie Redd, Juice Wrld, 24kGoldn, Iann Dior та The Kid Laroi, серед інших.

## Продюсування
Таз Тейлор продюсував для Juice WRLD, Дрейка, Lil Skies, Tay-K, Trippie Redd та багатьох інших. У 2019 році він співпрацював з колегою-продюсером Nick Mira над піснею Ransom репера Lil Tecca, яка згодом увійшла до п'ятірки найкращих хітів Billboard Hot 100.